# 韋列希齊亞
49°59′17″N 23°37′54″E / 49.98806°N 23.63167°E

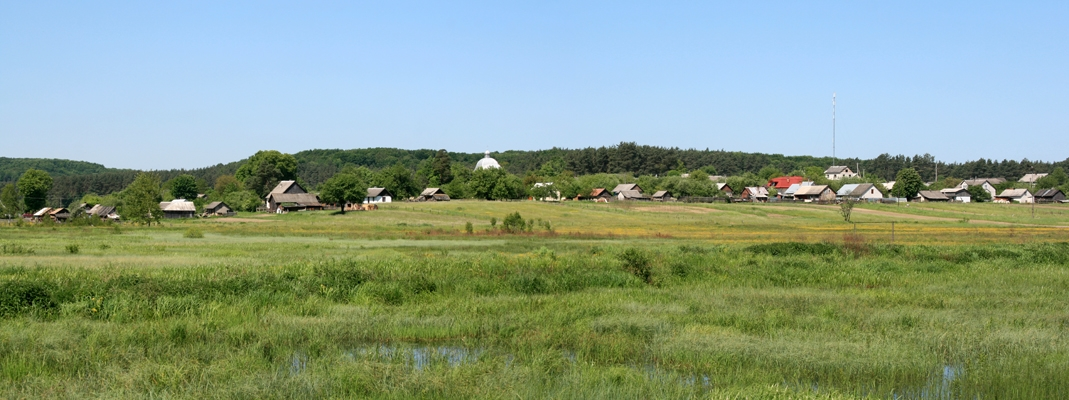

韋列希齊亞（烏克蘭語：Верещиця），是烏克蘭的村落，位於該國西部利沃夫州，由亞沃里夫區負責管轄，面積0.78平方公里，海拔高度316米，人口528，人口密度每平方公里676.92人。